# Леппин, Пауль
Пауль Леппин (нем. Paul Leppin, 27 ноября 1878, Прага — 10 апреля 1945, там же) — чешский писатель, участник «Пражского кружка», писал на немецком языке.

## Биография
Родился в семье выходцев из Моравии. Скромные доходы родителей не дали юноше возможность учиться в университете, он был вынужден поступить работать на телеграф. Оставил службу из-за слабого здоровья. Был главным редактором литературных журналов Früling (Весна) и Wir (Мы), где публиковал произведения пражских немецкоязычных авторов, в том числе — Рильке, Цвейга. Считался неофициальным «королём» пражской богемы. Дружил с Александром Моисси, Густавом Майринком. Переводил с чешского, выступал посредником между чешской и немецкой культурами. Был секретарем Союза немецких писателей Чехословакии, созданного Иоганесом Урцидилем и другими.
После оккупации Праги гитлеровцами был арестован, допрошен гестапо, некоторое время провёл в тюрьме. Это ухудшило его и без того слабое здоровье. Союз писателей распустили, Леппин остался без средств к существованию. Его жена была депортирована в Германию, где вскоре умерла.

## Творчество
Произведения Леппина нередко обвинялись в порнографии, они шокировали пражскую публику и гораздо лучше воспринимались в Берлине и Вене. Не находил он понимания и среди более молодых сотоварищей (Кафка, Брод), которые видели в нём декадента и ностальгирующего певца старой Праги.
В романе Путь Северина во тьму (1914) представил демонизированный образ Праги в духе экспрессионизма.
Проза Леппина переведена на английский и чешский языки. Он — лауреат Шиллеровской мемориальной премии (1934).

## Произведения
- Die Türe des Lebens (1901, повесть)
- Glocken, die im Dunkel rufen (1903, стихотворения)
- Daniel Jesus (1905, роман)
- Der Berg der Erlösung (1908, роман)
- Severins Gang in die Finfternis (1914, роман)
- Hüter der Freude (1918, роман)
- Venus auf Abwegen (1920, эссе об эротике)
- Das Paradies der Anderen (1922, роман)
- Der blaue Zizkus (1924, опубл. 1928, драма)
- Die bunte Lampe (1928)
- Rede der Kindesmörderin (1928)
- Rhabarber (1930, опубл. 1973, драма)
- Der Enkel des Golem (1934, драма)
- Prager Rhapsodie, 1: Helldunkle Strophen (1938, стихотворения, предисловие Ст. Цвейга)
- Prager Rhapsodie, 2: Das Antlitz der Mutter (1938)
- Blaugast (1939, роман)
- Monika. Dreizehn Kapitel Liebe aus der Holle (1944, повесть, опубл. 1988)
- Bunterbart verkauft Gespenster (опубл. 1973, драма)
- Der Gefangene: Gedichte eines alten Mannes (опубл. 1988, стихотворения)